# Ferrocarril Moscú-San Petersburgo
El Ferrocarril Moscú-San Petersburgo es un ferrocarril de 649.7 km de largo que une las dos mayores ciudades de Rusia, Moscú y San Petersburgo, atravesando cuatro óblast: el óblast de Moscú, el óblast de Tver, el óblast de Nóvgorod y el óblast de Leningrado. Es la arteria principal del tráfico de la región noroeste de Rusia, y es operado por la compañía Ferrocarril de Oktiabrskaya, una subdivisión de los Ferrocarriles Rusos.

## Descripción

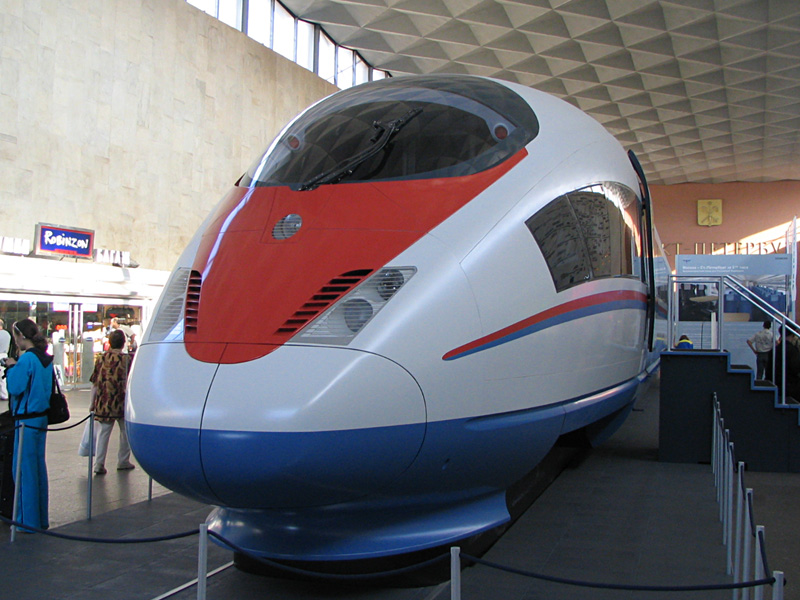
Velaro RUS (Sapsan), construido por Siemens, en la sala de espera de la Terminal Moskovski de San Petersburgo.

La velocidad máxima que alcanza la línea Moscú-San Petersburgo es de 200 km/h, teniendo el trayecto a esta velocidad una duración de 4 horas y media. Sin embargo, se llevan a cabo trabajos desde 2004 para que esta velocidad se eleve hasta los 250 km/h. El Velaro RUS, construido por Siemens, también conocido como Sapsan, que alcanzará esta última velocidad, empieza a funcionar en diciembre de 2009, aunque en realidad lo hace por debajo de su capacidad, a causa de dificultades en la renovación de las vías. De todos modos, se espera que los Sapsán abrevien el trayecto a las 3 horas y 45 minutos. Los Ferrocarriles Rusos han gastado cerca de mil millones de dólares por estos ocho trenes Siemens Velaro.
Los convoyes proyectados por Siemens ya pueden alcanzar hasta 300 km/h, en versiones ampliadas de este tren ICE de Siemens de tercera generación, similares al CRH3 de China. 
Desde 1931, el famoso tren llamado Krásnaya Strelá ('Flecha Roja'), ha operado en esta línea, saliendo de Moscú diariamente a las 23:55 para llegar a San Petersburgo a las 07:55 y viceversa.

## Principales estaciones
Las principales estaciones de la ferrovía son (de sur a norte): Klin, Rédkino, Tver, Lijoslavl, Kaláshnikovo, Vyshni Volochok, Bologoye, Okulovka, Luka, Málaya Víshera, Chudovo, Liubán y Tosno.

## Historia

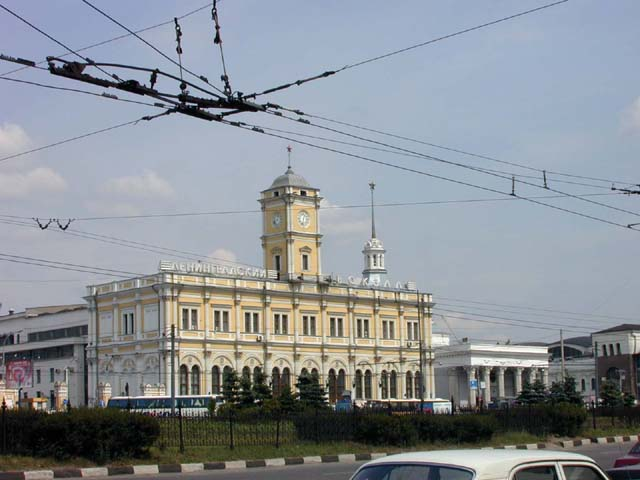
Estación Leningradski de Moscú (1851), la terminal sur de la línea.

El ferrocarril es el segundo más antiguo del país, tras una corta línea que conecta San Petersburgo con Tsárskoye Seló. Este ferrocarril fue un proyecto de Pável Mélnikov (1804 – 1880), un ingeniero y administrador, que fue superintendente en su construcción, y de quien se puede ver una estatua cerca de la Estación Leningradski de Moscú, la terminal sur de la línea.
La idea de un ferrocarril que uniera las dos capitales fue objeto de una prolongada controversia debido a que algunos funcionarios reaccionarios predecían que si se dejaba viajar a las masas, estas se levantarían. Así, se decidió que sólo los ricos podrían usar la línea, sometiéndose a cada pasajero a un estricto control de pasaporte y policía.
Nicolás I de Rusia, del cual el ferrocarril y las terminales recibieron el nombre hasta 1923, promulgó un ukaz ordenando su construcción el 1 de febrero de 1842. Fue construido por siervos, a costa de muchas vidas, un hecho lamentado por Nikolái Nekrásov en su poema «El ferrocarril». 
Por fin se abrió la línea  el 1 de noviembre de 1851, tras casi 10 años de construcción y de grandes maquinaciones financieras. El primer tren de pasajeros salió de San Petersburgo a las 23:15, llegando a Moscú a las 21:00 del siguiente día -21 horas y 45 minutos después.

### Mitos

#### El dedo delZar
Durante muchos años la línea era completamente recta con la excepción de una curva de 17 km cerca de la ciudad de Nóvgorod. Esta se convirtió en el objeto de una leyenda urbana que afirmaba que cuando planeaba el proyecto, el zar Nicolás (quien se supone que eligió la ruta cogiendo una regla y trazando una línea recta entre las dos ciudades en el mapa), accidentalmente colocó su dedo sobre el borde de la regla y dibujó alrededor de él. El supuesto continua con que los ingenieros estaban demasiado temerosos de señalarle el error, así que construyeron la vía con la curva, conocida como el rodeo de Verrebinski. En realidad, la línea se había construido originariamente sin la curva, aunque se construyó en 1877 para rodear una pronunciada loma que causaba serios problemas a las locomotoras de vapor. Los trenes que se dirigían a San Petersburgo cogían demasiada velocidad como para detenerse en la siguiente estación, mientras que los que se dirigían a Moscú requerían del refuerzo de cuatro locomotoras. Se ha sugerido que el escritor de finales del siglo XIX Nikolái Grech fue el creador de la historia de la responsabilidad del dedo del zar en la planificación de la curva.
En el año 2001, después de 150 años de uso, la curva fue finalmente arreglada reduciendo la longitud en 5 km. En ese momento, se planeó la construcción sobre la misma ruta de un tren de alta velocidad (el primero de Rusia), pero el proyecto fue finalmente aplazado debido a protestas ecologistas acerca del frágil medio ambiente de las Colinas de Valdái.

#### Whistler

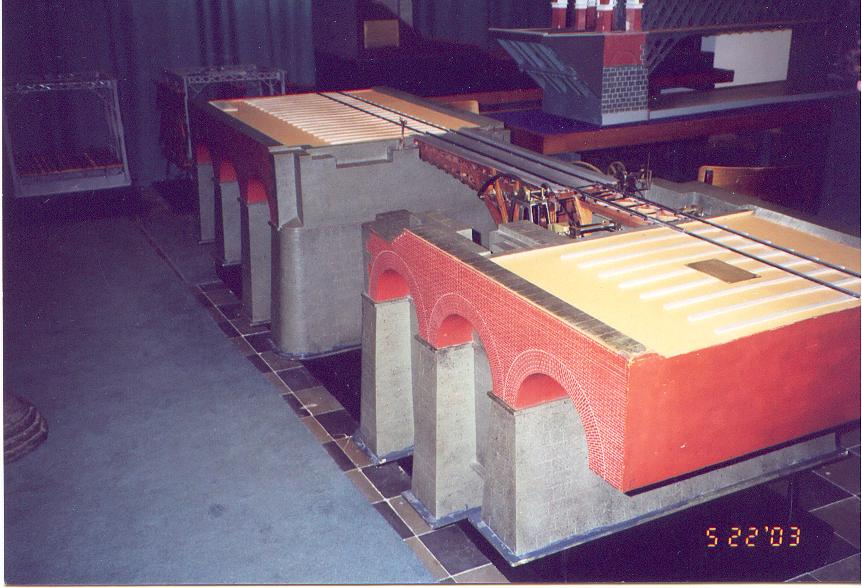
Una maqueta de puente de diseño similar al Viaducto de Canton en el Museo del Ferrocarril Octubre de San Petersburgo.

En 1842, el zar Nicolás I mandó llamar a George Washington Whistler para trabajar como ingeniero consultivo en el Ferrocarril Moscú-San Petersburgo.
Whistler diseñó un puente singular para el Ferrocarril de Boston y Providence en 1834 conocido como el Viaducto de Canton y se dice que diseñó dos puentes similares para el ferrocarril ruso, aunque este hecho nunca fue confirmado.

## Incidentes

### Explosión de 2007
En agosto de 2007 un tren de pasajeros ICE que se dirigía de Moscú a San Petersburgo descarriló tras sufrir la explosión de una bomba antes de llegar a Málaya Víshera. Hubo 30 heridos y ningún muerto, quedando bloqueado el tráfico en ambos sentidos por unos días. Dos hombres de la región de Ingusetia del Cáucaso Norte fueron imputados en relación con este accidente.

### Explosión de 2009
El 27 de noviembre de 2009 cuatro vagones del tren n.º 166 descarrilaron mientras viajaba entre Moscú y San Petersburgo. El descarrilamiento fue fruto de un atentado terrorista causado por la detonación de un artefacto. Al menos 27 personas murieron y hubo 96 heridos. En una explosión secundaria el 28 de noviembre, dirigida contra los investigadores, Aleksandr Bastrykin, el jefe del Comité de Investigación, fue herido y hospitalizado.

## Horario
Hay 32 servicios directos de tren entre Moscú y San Petersburgo, de los cuales a continuación va una muestra.
| N.º de tren | Desde – Vía – Hacia     | Moscú | S. P. | Duración | Comentarios                                            |
| ----------- | ----------------------- | ----- | ----- | -------- | ------------------------------------------------------ |
| 166A        | Moscú – S.P.            | 19:00 | 23:30 | 4h 30m   | Nevski Express, el más rápido de los trenes directos.  |
| 032V        | Moscú – S.P. – Helsinki | 22:50 | 06:02 | 7h 12m   | Los trenes internacionales también van por esta línea. |
| 054Ch       | Moscú – S.P.            | 23:40 | 08:35 | 8h 55m   | El más lento de los trenes expreso directos.           |
| 002A        | Moscú - S.P.            | 23:55 | 07:55 | 8h 00m   | Tren dormitorio Krásnaya Strelá.                       |
| 004A        | Moscú – S.P.            | 23:59 | 08:00 | 8h 01m   | Tren dormitorio El Express.                            |
| 038A        | Moscú – S.P.            | 00:30 | 08:48 | 8h 18m   | Tren dormitorio Megapolis.                             |

Como se indica en esta tabla, el tren más rápido de los que conectan Moscú con San Petersburgo tarda ahora 4 horas y media. Actualmente existen tres trenes dormitorio. Los trenes internacionales a los países colindantes, como Finlandia y Estonia, pasan por esta línea. El Sapsán, el tren de alta velocidad importado de Alemania, se espera que acorte este trayecto a las 3 horas y 45 minutos.